# Henri Lachouque
Henri Lachouque (Orleans, 1883 - Paris, 1971) foi um oficial e historiador francês. Dedicou-se à história militar napoleônica, fez com que fosse restaurada em 1934 a casa do Imperador em Santa Helena e deixou numerosas obras, entre as quais Napoleão e a guarda imperial (1957).